# شهرستان چوانژوو
شهرستان چوانژوو (به لاتین: Quanzhou County) یک شهرستان‌های جمهوری خلق چین در چین است که در گویلین واقع شده‌است. شهرستان چوانژوو ۴٬۰۲۱ کیلومتر مربع مساحت و ۷۸۰٬۰۰۰ نفر جمعیت دارد.